# Система футбольних ліг Греції

Грецька федерація футболу

Система футбольних ліг Греції містить у собі п'ять рівнів, найвищий з яких — Грецька Суперліга. Контроль і управління футболом в Греції здійснює Грецька федерація футболу.

## Участь у Кубках країни
- Кубок Греції: 1-3 рівень
- Кубок Греції серед аматорів: 4-5 рівень

## Повищення і пониження у класі
- Грецька Суперліга: три найгірші команди понижуються до Футбольної Ліги.
- Футбольна Ліга (колишня Бета Етнікі): три найкращі команди підвищуються до Грецької Суперліги, а три найгірші команди понижуються до Футбольної Ліги 2, в південну чи північну групу, в залежності від територіального розташування. Через це в деяких сезонах може бути непарне число команд.
- Футбольна Ліга 2 (колишня Гамма Етнікі): чемпіони кожної групи, а також переможець плей-оф між срібними призерами підвищуються до Футбольної Ліги. Найгірші п'ять команд у кожній групі понижаються у напів-професійну Дельта Етнікі. Причому із Північної групи Футбольної Ліги 2 до 1-5 групи Дельта Етнікі, а з Південної групи Футбольної Ліги 2 до 6-10 групи Дельта Етнікі.
- Дельта Етнікі: найкраща команда з кожної групи підвищується до Футбольної Ліги 2 за такою самою схемою, як і понижуються команди із Футбольної Ліги 2. П'ять-шість останніх місць в кожній групі опускаються до місцевих чемпіонатів.
- Місцеві чемпіонати: найкраща команда в кожній регіональній лізі потрапляє в плей-оф з трьома іншими переможцями своїх ліг регіону. Переможець кожного плей-оф потрапляє у відповідну групу в Дельта Етнікі.

## Лігова піраміда
| Рівень | Ліга/Дивізіон | Ліга/Дивізіон | Ліга/Дивізіон | Ліга/Дивізіон | Ліга/Дивізіон | Ліга/Дивізіон | Ліга/Дивізіон | Ліга/Дивізіон | Ліга/Дивізіон | Ліга/Дивізіон |
| ------ | --- | --- | --- | --- | --- | --- | --- | --- | --- | --- |
| 1      | Грецька Суперліга 16 клубів | Грецька Суперліга 16 клубів | Грецька Суперліга 16 клубів | Грецька Суперліга 16 клубів | Грецька Суперліга 16 клубів | Грецька Суперліга 16 клубів | Грецька Суперліга 16 клубів | Грецька Суперліга 16 клубів | Грецька Суперліга 16 клубів | Грецька Суперліга 16 клубів |
| 2      | Футбольна ліга (2 дивізіон, колишня Бета Етнікі) 18 клубів | Футбольна ліга (2 дивізіон, колишня Бета Етнікі) 18 клубів | Футбольна ліга (2 дивізіон, колишня Бета Етнікі) 18 клубів | Футбольна ліга (2 дивізіон, колишня Бета Етнікі) 18 клубів | Футбольна ліга (2 дивізіон, колишня Бета Етнікі) 18 клубів | Футбольна ліга (2 дивізіон, колишня Бета Етнікі) 18 клубів | Футбольна ліга (2 дивізіон, колишня Бета Етнікі) 18 клубів | Футбольна ліга (2 дивізіон, колишня Бета Етнікі) 18 клубів | Футбольна ліга (2 дивізіон, колишня Бета Етнікі) 18 клубів | Футбольна ліга (2 дивізіон, колишня Бета Етнікі) 18 клубів |
| 3      | Футбольна ліга 2 Північна група (3 дивізіон, колишня Гамма Етнікі) 18 клубів | Футбольна ліга 2 Північна група (3 дивізіон, колишня Гамма Етнікі) 18 клубів | Футбольна ліга 2 Північна група (3 дивізіон, колишня Гамма Етнікі) 18 клубів | Футбольна ліга 2 Північна група (3 дивізіон, колишня Гамма Етнікі) 18 клубів | Футбольна ліга 2 Північна група (3 дивізіон, колишня Гамма Етнікі) 18 клубів | Футбольна ліга 2 Південна група (3 дивізіон, колишня Гамма Етнікі) 18 клубів | Футбольна ліга 2 Південна група (3 дивізіон, колишня Гамма Етнікі) 18 клубів | Футбольна ліга 2 Південна група (3 дивізіон, колишня Гамма Етнікі) 18 клубів | Футбольна ліга 2 Південна група (3 дивізіон, колишня Гамма Етнікі) 18 клубів | Футбольна ліга 2 Південна група (3 дивізіон, колишня Гамма Етнікі) 18 клубів |
| 4      | Дельта Етнікі (4 дивізіон) група 1 16 клубів | Дельта Етнікі (4 дивізіон) група 2 14 клубів | Дельта Етнікі (4 дивізіон) група 3 18 клубів | Дельта Етнікі (4 дивізіон) група 4 17 клубів | Дельта Етнікі (4 дивізіон) група 5 16 клубів | Дельта Етнікі (4 дивізіон) група 6 18 клубів | Дельта Етнікі (4 дивізіон) група 7 15 клубів | Дельта Етнікі (4 дивізіон) група 8 14 клубів | Дельта Етнікі (4 дивізіон) група 9 15 клубів | Дельта Етнікі (4 дивізіон) група 10 17 клубів |
| 5      | Місцеві чемпіонати Регіональна аматорська прем'єр-ліга Підвищення до групи 1: Драма, Еврос, Серре, Фракія, Ксанті Підвищення до групи 2: Халкідіки, Кілкіс , Македонія (Греція), Пелла Підвищення до групи 3: Флорина, Гревена, Касторія, Пієрія, Трикала Підвищення до групи 4: Евританія, Кардиця, Лариса, Фокіда, Фессалія Підвищення до групи 5: Етолія і Акарнанія , Арта, Керкіра, Епір, Превеза, Теспротія Підвищення до групи 6: Ахея, Еліда, Кефалінія, Лаконія, Мессенія, Закінф, Ітака Підвищення до групи 7: Арголіда, Аркадія, Беотія, Коринт, Евбея, Західна Аттика Підвищення до групи 8: Афіни, Кілкіс, Лесбос Підвищення до групи 9: Хіос, Додеканес, Східна Аттика, Пірей Підвищення до групи 10: Ханья, Іракліон, Ласітіон, Ретимно | Місцеві чемпіонати Регіональна аматорська прем'єр-ліга Підвищення до групи 1: Драма, Еврос, Серре, Фракія, Ксанті Підвищення до групи 2: Халкідіки, Кілкіс , Македонія (Греція), Пелла Підвищення до групи 3: Флорина, Гревена, Касторія, Пієрія, Трикала Підвищення до групи 4: Евританія, Кардиця, Лариса, Фокіда, Фессалія Підвищення до групи 5: Етолія і Акарнанія , Арта, Керкіра, Епір, Превеза, Теспротія Підвищення до групи 6: Ахея, Еліда, Кефалінія, Лаконія, Мессенія, Закінф, Ітака Підвищення до групи 7: Арголіда, Аркадія, Беотія, Коринт, Евбея, Західна Аттика Підвищення до групи 8: Афіни, Кілкіс, Лесбос Підвищення до групи 9: Хіос, Додеканес, Східна Аттика, Пірей Підвищення до групи 10: Ханья, Іракліон, Ласітіон, Ретимно | Місцеві чемпіонати Регіональна аматорська прем'єр-ліга Підвищення до групи 1: Драма, Еврос, Серре, Фракія, Ксанті Підвищення до групи 2: Халкідіки, Кілкіс , Македонія (Греція), Пелла Підвищення до групи 3: Флорина, Гревена, Касторія, Пієрія, Трикала Підвищення до групи 4: Евританія, Кардиця, Лариса, Фокіда, Фессалія Підвищення до групи 5: Етолія і Акарнанія , Арта, Керкіра, Епір, Превеза, Теспротія Підвищення до групи 6: Ахея, Еліда, Кефалінія, Лаконія, Мессенія, Закінф, Ітака Підвищення до групи 7: Арголіда, Аркадія, Беотія, Коринт, Евбея, Західна Аттика Підвищення до групи 8: Афіни, Кілкіс, Лесбос Підвищення до групи 9: Хіос, Додеканес, Східна Аттика, Пірей Підвищення до групи 10: Ханья, Іракліон, Ласітіон, Ретимно | Місцеві чемпіонати Регіональна аматорська прем'єр-ліга Підвищення до групи 1: Драма, Еврос, Серре, Фракія, Ксанті Підвищення до групи 2: Халкідіки, Кілкіс , Македонія (Греція), Пелла Підвищення до групи 3: Флорина, Гревена, Касторія, Пієрія, Трикала Підвищення до групи 4: Евританія, Кардиця, Лариса, Фокіда, Фессалія Підвищення до групи 5: Етолія і Акарнанія , Арта, Керкіра, Епір, Превеза, Теспротія Підвищення до групи 6: Ахея, Еліда, Кефалінія, Лаконія, Мессенія, Закінф, Ітака Підвищення до групи 7: Арголіда, Аркадія, Беотія, Коринт, Евбея, Західна Аттика Підвищення до групи 8: Афіни, Кілкіс, Лесбос Підвищення до групи 9: Хіос, Додеканес, Східна Аттика, Пірей Підвищення до групи 10: Ханья, Іракліон, Ласітіон, Ретимно | Місцеві чемпіонати Регіональна аматорська прем'єр-ліга Підвищення до групи 1: Драма, Еврос, Серре, Фракія, Ксанті Підвищення до групи 2: Халкідіки, Кілкіс , Македонія (Греція), Пелла Підвищення до групи 3: Флорина, Гревена, Касторія, Пієрія, Трикала Підвищення до групи 4: Евританія, Кардиця, Лариса, Фокіда, Фессалія Підвищення до групи 5: Етолія і Акарнанія , Арта, Керкіра, Епір, Превеза, Теспротія Підвищення до групи 6: Ахея, Еліда, Кефалінія, Лаконія, Мессенія, Закінф, Ітака Підвищення до групи 7: Арголіда, Аркадія, Беотія, Коринт, Евбея, Західна Аттика Підвищення до групи 8: Афіни, Кілкіс, Лесбос Підвищення до групи 9: Хіос, Додеканес, Східна Аттика, Пірей Підвищення до групи 10: Ханья, Іракліон, Ласітіон, Ретимно | Місцеві чемпіонати Регіональна аматорська прем'єр-ліга Підвищення до групи 1: Драма, Еврос, Серре, Фракія, Ксанті Підвищення до групи 2: Халкідіки, Кілкіс , Македонія (Греція), Пелла Підвищення до групи 3: Флорина, Гревена, Касторія, Пієрія, Трикала Підвищення до групи 4: Евританія, Кардиця, Лариса, Фокіда, Фессалія Підвищення до групи 5: Етолія і Акарнанія , Арта, Керкіра, Епір, Превеза, Теспротія Підвищення до групи 6: Ахея, Еліда, Кефалінія, Лаконія, Мессенія, Закінф, Ітака Підвищення до групи 7: Арголіда, Аркадія, Беотія, Коринт, Евбея, Західна Аттика Підвищення до групи 8: Афіни, Кілкіс, Лесбос Підвищення до групи 9: Хіос, Додеканес, Східна Аттика, Пірей Підвищення до групи 10: Ханья, Іракліон, Ласітіон, Ретимно | Місцеві чемпіонати Регіональна аматорська прем'єр-ліга Підвищення до групи 1: Драма, Еврос, Серре, Фракія, Ксанті Підвищення до групи 2: Халкідіки, Кілкіс , Македонія (Греція), Пелла Підвищення до групи 3: Флорина, Гревена, Касторія, Пієрія, Трикала Підвищення до групи 4: Евританія, Кардиця, Лариса, Фокіда, Фессалія Підвищення до групи 5: Етолія і Акарнанія , Арта, Керкіра, Епір, Превеза, Теспротія Підвищення до групи 6: Ахея, Еліда, Кефалінія, Лаконія, Мессенія, Закінф, Ітака Підвищення до групи 7: Арголіда, Аркадія, Беотія, Коринт, Евбея, Західна Аттика Підвищення до групи 8: Афіни, Кілкіс, Лесбос Підвищення до групи 9: Хіос, Додеканес, Східна Аттика, Пірей Підвищення до групи 10: Ханья, Іракліон, Ласітіон, Ретимно | Місцеві чемпіонати Регіональна аматорська прем'єр-ліга Підвищення до групи 1: Драма, Еврос, Серре, Фракія, Ксанті Підвищення до групи 2: Халкідіки, Кілкіс , Македонія (Греція), Пелла Підвищення до групи 3: Флорина, Гревена, Касторія, Пієрія, Трикала Підвищення до групи 4: Евританія, Кардиця, Лариса, Фокіда, Фессалія Підвищення до групи 5: Етолія і Акарнанія , Арта, Керкіра, Епір, Превеза, Теспротія Підвищення до групи 6: Ахея, Еліда, Кефалінія, Лаконія, Мессенія, Закінф, Ітака Підвищення до групи 7: Арголіда, Аркадія, Беотія, Коринт, Евбея, Західна Аттика Підвищення до групи 8: Афіни, Кілкіс, Лесбос Підвищення до групи 9: Хіос, Додеканес, Східна Аттика, Пірей Підвищення до групи 10: Ханья, Іракліон, Ласітіон, Ретимно | Місцеві чемпіонати Регіональна аматорська прем'єр-ліга Підвищення до групи 1: Драма, Еврос, Серре, Фракія, Ксанті Підвищення до групи 2: Халкідіки, Кілкіс , Македонія (Греція), Пелла Підвищення до групи 3: Флорина, Гревена, Касторія, Пієрія, Трикала Підвищення до групи 4: Евританія, Кардиця, Лариса, Фокіда, Фессалія Підвищення до групи 5: Етолія і Акарнанія , Арта, Керкіра, Епір, Превеза, Теспротія Підвищення до групи 6: Ахея, Еліда, Кефалінія, Лаконія, Мессенія, Закінф, Ітака Підвищення до групи 7: Арголіда, Аркадія, Беотія, Коринт, Евбея, Західна Аттика Підвищення до групи 8: Афіни, Кілкіс, Лесбос Підвищення до групи 9: Хіос, Додеканес, Східна Аттика, Пірей Підвищення до групи 10: Ханья, Іракліон, Ласітіон, Ретимно | Місцеві чемпіонати Регіональна аматорська прем'єр-ліга Підвищення до групи 1: Драма, Еврос, Серре, Фракія, Ксанті Підвищення до групи 2: Халкідіки, Кілкіс , Македонія (Греція), Пелла Підвищення до групи 3: Флорина, Гревена, Касторія, Пієрія, Трикала Підвищення до групи 4: Евританія, Кардиця, Лариса, Фокіда, Фессалія Підвищення до групи 5: Етолія і Акарнанія , Арта, Керкіра, Епір, Превеза, Теспротія Підвищення до групи 6: Ахея, Еліда, Кефалінія, Лаконія, Мессенія, Закінф, Ітака Підвищення до групи 7: Арголіда, Аркадія, Беотія, Коринт, Евбея, Західна Аттика Підвищення до групи 8: Афіни, Кілкіс, Лесбос Підвищення до групи 9: Хіос, Додеканес, Східна Аттика, Пірей Підвищення до групи 10: Ханья, Іракліон, Ласітіон, Ретимно |